# Eendracht (plantage)

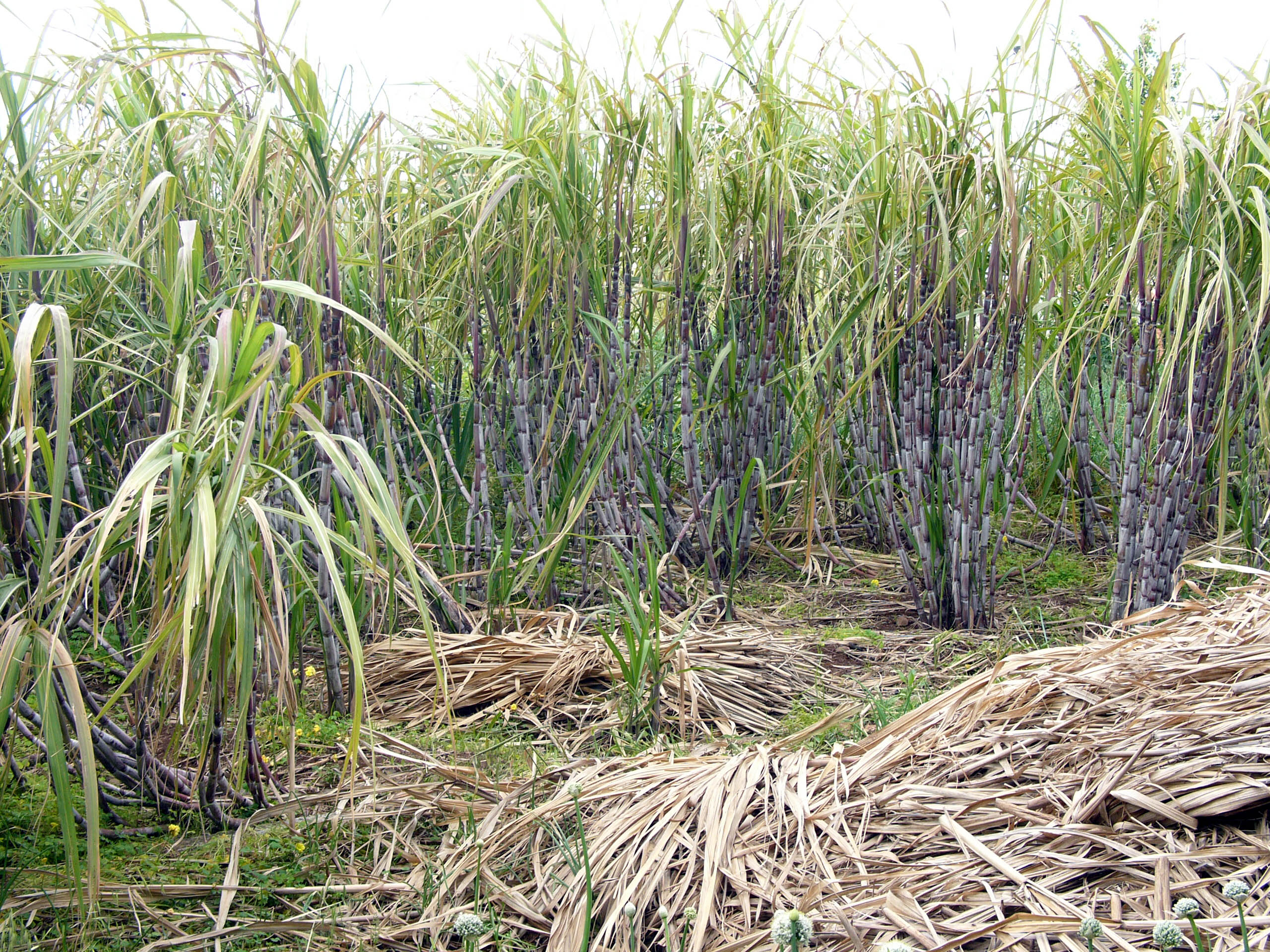
Suikerriet

Plantage de Eendracht (ook gespeld D'Eendragt) was een suikerplantage aan de Commetewanekreek in het district Commewijne in Suriname. De Eendracht lag stroomopwaarts aan Sinabo en Gelre en stroomafwaarts aan de plantage Fortuin. De plantage heeft verschillende naamswijzigingen ondergaan; eerdere namen zijn Castanienboom, Augustenburg en Dageraad.

## Geschiedenis
In de volksmond (sranantongo) werd de plantage Kakakroe genoemd. De plantage heette eerst Castanjeboom, naar de oprichter Jacob Castaigne. Castaigne was een hugenoot die vanuit Bordeaux naar Suriname kwam. Op de kaart van Alexander de Lavaux uit 1737 heette de plantage nog Castanienboom en stonden als eigenaars de erven Castaing. 
In 1742 heette de plantage Augustenburg, naar de eigenaar Abraham Augustus. In dat jaar verkocht Augustus 400 akkers aan de la Saille. In 1831 was de oppervlakte van de plantage 2.000 akkers. 
In 1821 was Johan Julius Gottlieb Spilker de plantageadministrateur. 
Daarna (in 1842) kwam het plantage Eendracht in bezit van de Sociëteit van Eigendom, onder R. le Chevalier en H.W. Kuhn. De plantage heette toen Dageraad. Deze twee personen hadden in die tijd verscheidene plantages in bezit, waaronder de helft van de nabijgelegen plantage Slootwijk. 
Waarschijnlijk raakte de plantage in de jaren daarna in verval, want bij de Afschaffing van de slavernij in Suriname (1863) werd de plantage niet meer genoemd.
A la bonne heure · Anna's Zorg · Akkerboom · Alliance · Alkmaar · Andresa · Auka · Andreesgift · Bantaskine · Barbados · Batavia · Beekenhorst · Belladrum · Bellevue · Belwaarde · Beninenburg · Berg en Dal · Bergen op Zoom · Berlijn (Commewijne) · Berlijn (Para) · Bethlehem · Boksweide · Boston · Botany Bay · Boxel · Bronswijk · Brouwerslust · Bruinendaal · Bucklebury · Buitenrust · Burnside · Cadrosspark · Caledonia · Campenburg · Cannewapibo · Catharina Sophia · Clevia  · Cliffort-Kokshoven · Clyde · Concordia · Concordia en een Kwart Lot · Courcabo · De Dageraad · De Eendragt · De Goede Vriendschap · De Resolutie · De Vier Hendrikken · Diamond · Dijkveld · Domburg · Dordrecht · Eendragt · Elisabeth's Hoop · Ellen · L'Espérance (Nickerierivier) · L'Espérance (Surinamerivier) · Esthersrust · Fairfield · Fortuin · Flora · Florentia · Frederiksburg · Frederiksdorp · Frederikslust · Geertruidenberg · Geyersvlijt · Glensander · Gloria · Groot Chatillon · Groot Marseille · Guadeloupe · Haarlem · Hague · Hamburg · Hamilton · Hamptoncourt · Hannover · Hazard · Hebron · Hecht en Sterk · Hildesheim · Hooyland · Hope · Houttuin · Huntly · Huwelijkszorg · Inverness · Jagtlust · Jodensavanne · Johan & Margaretha · Johanna Catharina · Johanna Maria · Johannesburg · John · Katwijk · Kent · Kerkshoven · Killenstein · Klein Bellevue · Kleinhoop · Krappahoek · Kroonenburg · Kwatta · La Jalousie · La Prévoyance · La Prosperité · La Rencontre · La Ressource (Saramacca) · La Ressource (Surinamerivier) · La Singularité · Laarwijk · Leasowes · Leliëndaal · Leonsberg · Livorno · Longmay · Lunenburg · Lust en Rust · Lustrijk · Maasstroom · Margarethenburg · Maria Petronella · Mariënbosch · Mariënburg · Margaretha's Gift · Mary's Hope · Meerzorg · Merveille · Moed en Kommer · Mon Bijou · Mon Souci · Mon Trésor · Monnikendam · Mopentibo · Morgenster · Moy · Nieuw Mocha · Nieuwzorg · Nieuwe Aanleg · De Nieuwe Grond · Nijd en Spijt · Novar · Nursery · Nut en Schadelijk · Onoribo · Onverwacht · Oranibo · Ornamibo · Overbrug · Overtoom 
· Oxford · Palestina · Paradise · Persévérance · Petersburg · Picardië · Peperpot · Pieterszorg · Plaisance · Poelwijk · Potosie · La Prevoyance · Purmerend · Reijnsdorp · Reijnsfort · Rijnberk · Roosenburg · Rorac · Rust en Werk · Rustenburg · Saltzhalen · Sans Souci · Saphir · Sarah · Sardam · Schaapstede · Schoonoord · Sinabo en Gelre · Sint Barbara · Sint Eustatius · Slootwijk · Smalkalden · Sorgvliet · Spieringshoek · Standvastigheid · Suidwijn · Suzanna's Daal · Toevlugt (Surinamerivier) · Tout Lui Faut · Toledo · Totness · Tyronne · 't Vertrouwen · Victoria · Vierkinderen · Visserszorg · Voorburg · Voorzorg (Saramacca) · Vossenburg · Vredenburg · Vriendsbeleid en Ouderzorg · Vreeland · Waltonhall · Waldijk · Waterloo · Wederzorg · Welbedacht · Welgelegen (Commewijne) · Welgelegen (Coronie) · Welgevallen · Weltevreden · Wolffs Capoerica · Wolfenbüttel · 't Ylant · Zoelen · Zorg en Hoop (hout) · Zorg en Hoop (indigo) · Zorg en Hoop (katoen) · Zorg en Hoop (suiker)